# Christian Kraft zu Hohenlohe-Oehringen

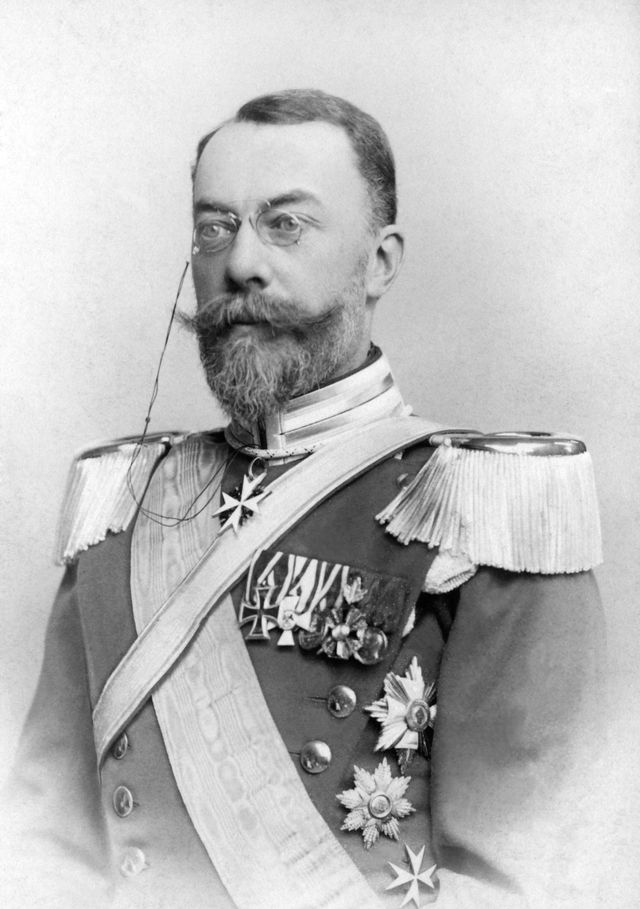
Christian Kraft zu Hohenlohe-Öhringen

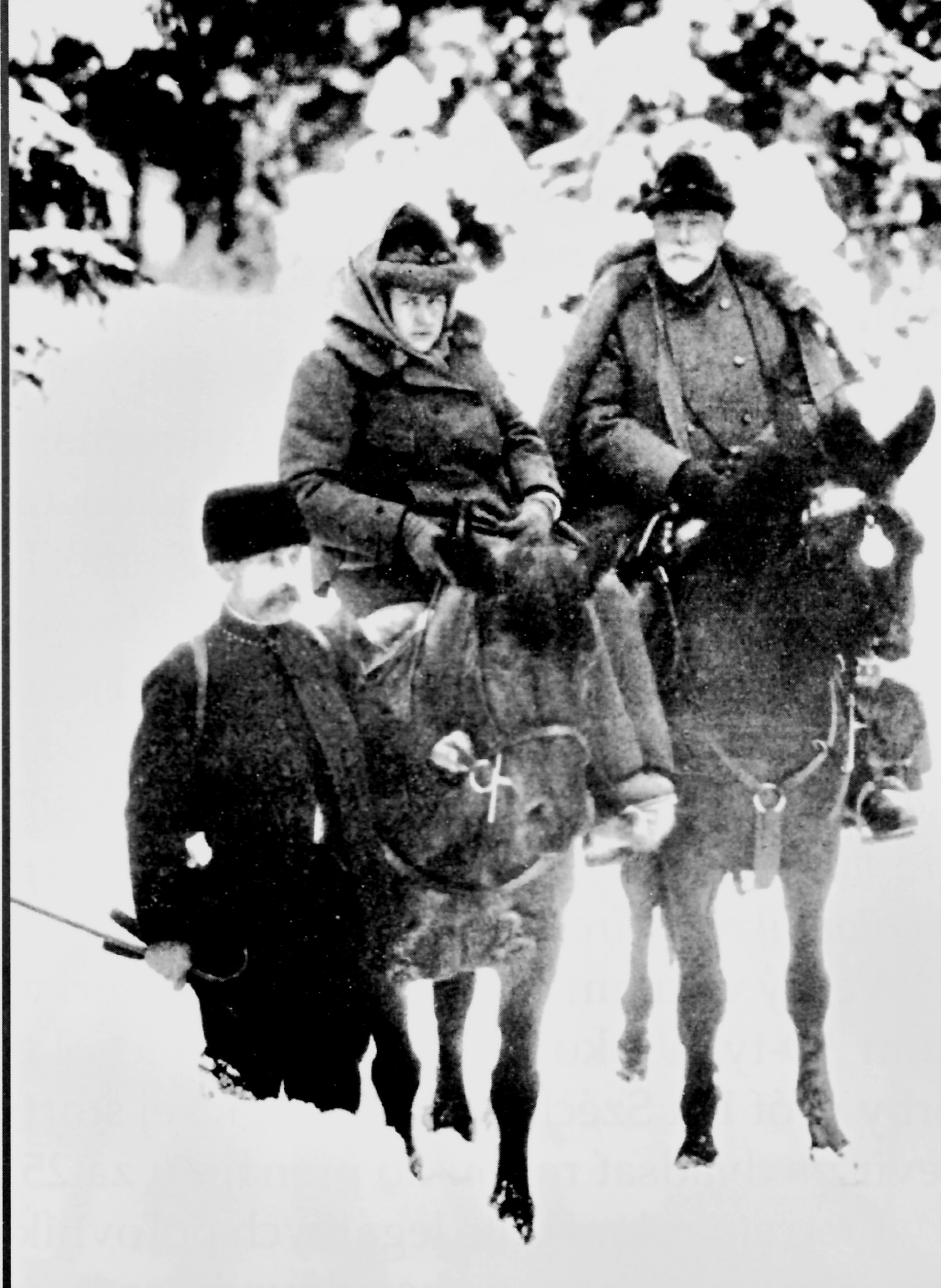
Christian Kraft mit seiner Ehefrau Ottilie zu Pferde

Christian Kraft 5. Fürst zu Hohenlohe-Oehringen, 2. Herzog von Ujest (* 21. März 1848 in Öhringen; † 14. Mai 1926 in Somogyszob, Ungarn) war ein deutscher Standesherr, Politiker und Montanindustrieller.

## Leben
Christian Kraft aus dem Haus Hohenlohe-Oehringen war der Sohn von Fürst Hugo zu Hohenlohe-Oehringen und dessen Ehefrau Pauline, geborene Prinzessin von Fürstenberg. Prinz Christian Kraft besuchte zunächst die Ritterakademie in Liegnitz. Danach studierte er bis 1870 Rechtswissenschaften in Bonn. Er war in morganatischer Ehe verheiratet mit Ottilie Gräfin Lubraniec-Dambska, geborene Brauns und hatte keine legitimen Nachkommen. Fürst Christian Kraft ist begraben in Javorina (dt.: Uhrngarten), einem Ort in der slowakischen Hohen Tatra. Dort hatte er einen 15.000 Hektar großen Forst- und Jagdbesitz und ein hölzernes Jagdschloss. 1924 wurde er Senior des Gesamthauses Hohenlohe.

## Unternehmertum

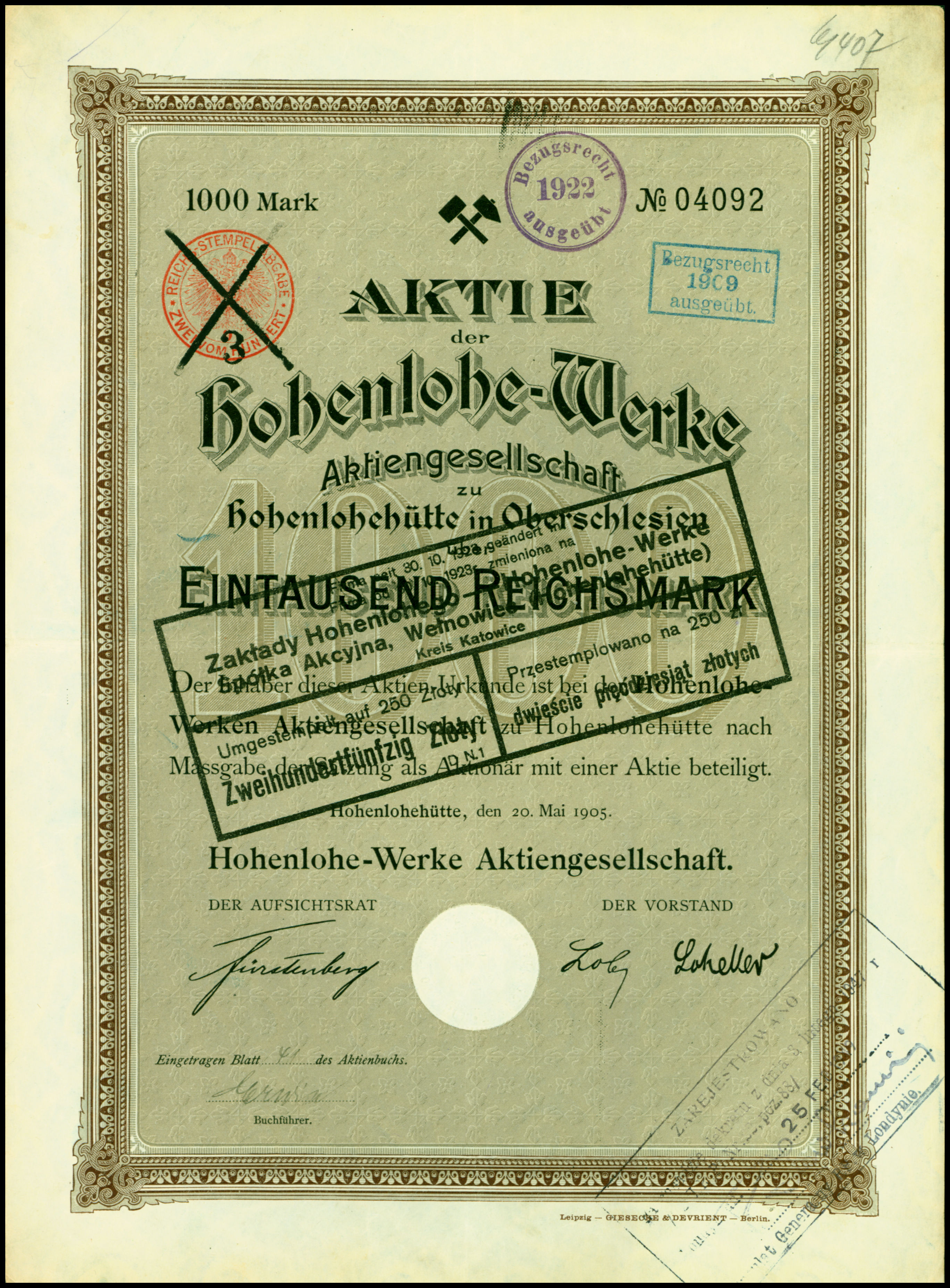
Aktie über 1000 RM der Hohenlohe-Werke vom 20. Mai 1905

Fürst Christian Kraft baute die industriellen Besitzungen (Zinkproduktion) seiner Familie in Oberschlesien stark aus. Zwischen 1899 und 1917 wurden mehrere neue Gruben erschlossen. Im Jahr 1905 brachte Fürst Christian Kraft den Industriebesitz in die Gründung der Hohenlohe-Werke AG in Hohenlohehütte (Kattowitz) ein. Für die Zinkproduktion wurden 1913 etwa 37 Millionen Tonnen Gestein verarbeitet, daneben wurden über vier Millionen Tonnen Kohle gefördert. Die Zahl der Mitarbeiter erhöhte sich von 7.244 im Jahr 1891 auf 10.000 Beschäftigte im Jahr 1913. Die Hohenlohe-Werke AG wurden 1913 vom böhmischen Kohleindustriellen Ignaz Petschek gekauft.
Für seine Anteile an der Hohenlohe Werke AG erhielt Fürst Christian Kraft eine Abfindung von 44 Millionen Mark und eine jährliche Rente von vier Millionen Mark. Außerdem blieb er Vorsitzender des Aufsichtsrates. Die Abfindung nutzte Fürst Christian Kraft zusammen mit Max Egon II. zu Fürstenberg zur Gründung einer Handelsgesellschaft (auch „Fürstentrust“ genannt). Diese brach 1913 in spektakulärer Weise zusammen und zog dabei auch die Aktiengesellschaft in Mitleidenschaft. Der Zusammenbruch führte zu einer allgemeinen Bankenkrise. Die Liquidierung des Trusts erfolgte durch die Deutsche Bank unter Arthur von Gwinner infolge der persönlichen Intervention Wilhelms II. Fürst Christian Kraft soll hierdurch 90 Mio. Mark verloren haben.
Bis zu diesem Zeitpunkt gehörte Fürst Christian Kraft mit einem jährlichen Einkommen von sieben Millionen Mark und einem Vermögen von 151 Millionen Mark zu den reichsten deutschen Adeligen. Seinem neuen Generalbevollmächtigten Kurt Kleefeld gelang es ab 1914, die Vermögensverhältnisse des Fürsten allmählich wieder zu sanieren und die aufgelaufenen Schuldverpflichtungen abzubauen. Fürst Christian Kraft verschaffte Kleefeld als Dank noch im November 1918, während der bereits begonnenen Novemberrevolution die Nobilitierung, die letzte in Deutschland. Neben den ökonomischen Aktivitäten im Umfeld der Hohenlohe-Werke war der Fürst auch Aufsichtsratsvorsitzender der Preußischen Feuerversicherungs AG. Hohenlohe-Öhringen gehörte dem Bund der Industriellen (BdI) an. Nach der Teilung Oberschlesiens 1922 wurde die Aktiengesellschaft aufgeteilt. Im deutschen Teil bestand die Oehringer Bergbau AG und auf der polnischen Seite die Hohenlohe-Werke. An beiden Unternehmen blieb Hohenlohe-Öhringen beteiligt. Beteiligt war er auch an den Oberschlesischen Elektrizitätswerken.

## Politik
Neben seinen wirtschaftlichen Aktivitäten war Fürst Christian Kraft zu Hohenlohe-Öhringen auch politisch aktiv. Er war erbliches Mitglied des Preußischen Herrenhauses. Der ersten Kammer der Württembergischen Landstände gehörte er von 1871 bis 1918 an, seit 1897 als Standesherr. Er ließ sich dort aber zumeist durch andere Mitglieder vertreten und war selten persönlich anwesend. Außerdem war er Mitglied im Provinziallandtag für Schlesien.
Fürst Christian Kraft gehörte der Freikonservativen Partei an. Für diese saß er zwischen 1880 und 1881 sowie von 1883 bis 1912 im Reichstag. Er gehörte außerdem bis zu seinem Austritt 1902 dem Aufsichtsrat der Deutschen Kolonialgesellschaft an.
Als Standesherr hatte Fürst Christian Kraft zu Hohenlohe-Öhringen hohe höfische und militärische Ehrenposten inne. So war er preußischer Generalmajor à la suite und zwischen 1895 und 1899 Oberstkämmerer Kaiser Wilhelms II. Außerdem war er von 1893 bis 1910 Vorsitzender des Union-Klubs in Berlin.

## Ehrungen
- 1871 wurde Christian Kraft zu Hohenlohe-Öhringen mit dem Großkreuz des Friedrichs-Ordens ausgezeichnet.[5]
- 1897 erhielt er das Großkreuz des Ordens der Württembergischen Krone.[6]
- 1918 ernannte die Stadt Öhringen ihn zum Ehrenbürger.
- 1926 veröffentlichte Gottfried Benn einen lyrischen Nachruf unter dem Titel Fürst Krafft im Simplicissimus.[7]

## Galerie

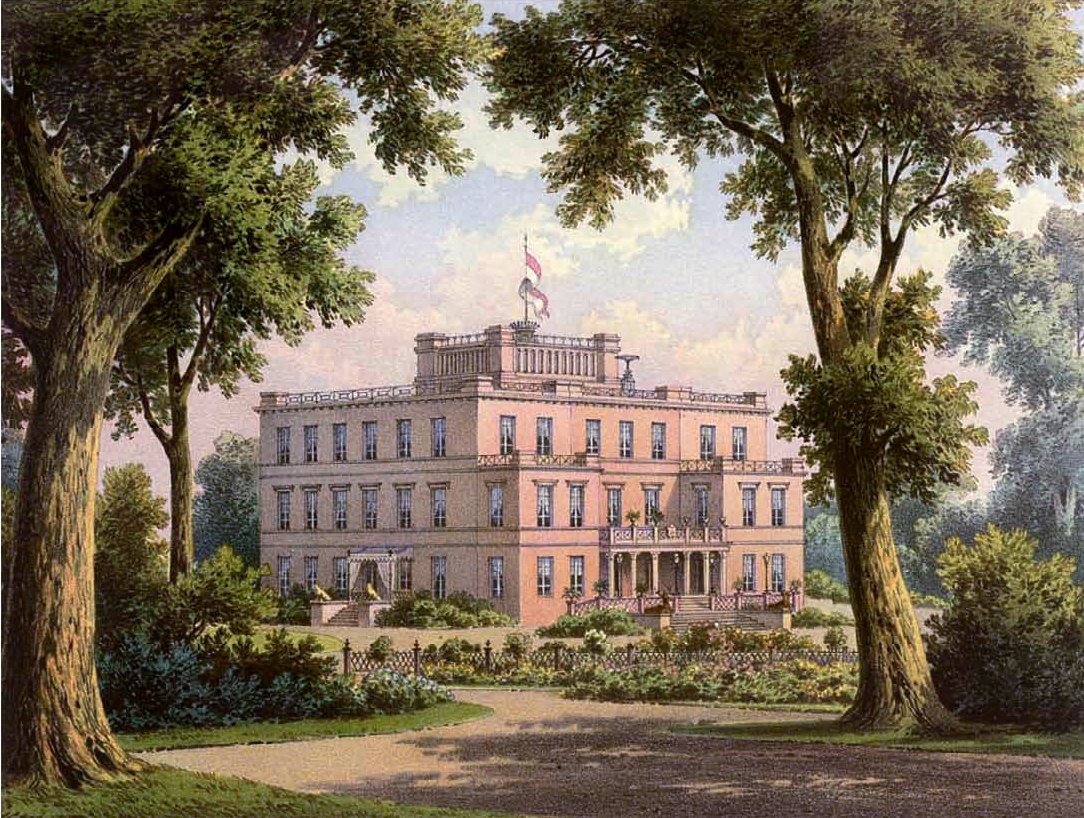
Schloss Slawentzitz, Oberschlesien
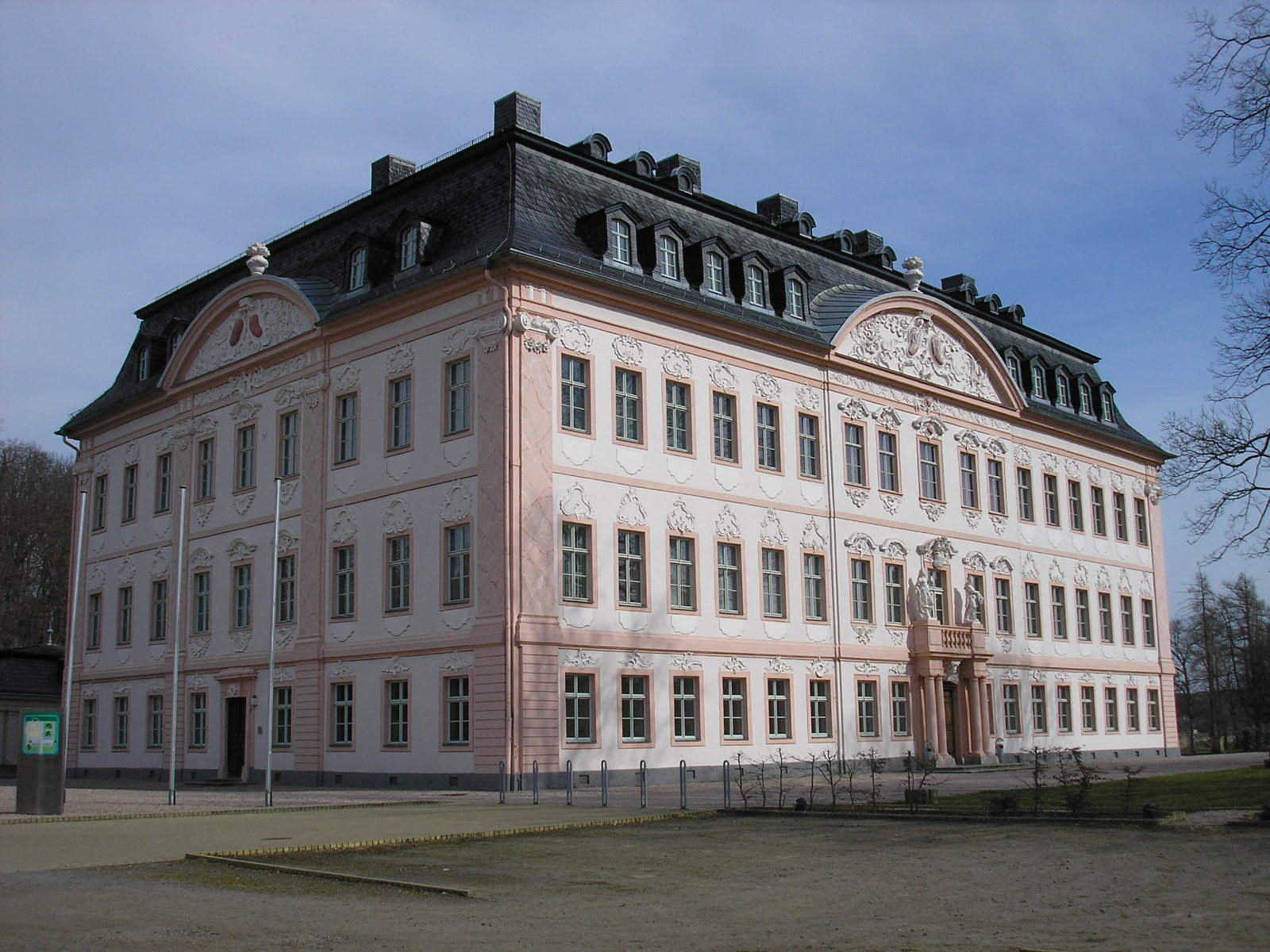
Schloss Oppurg, Thüringen
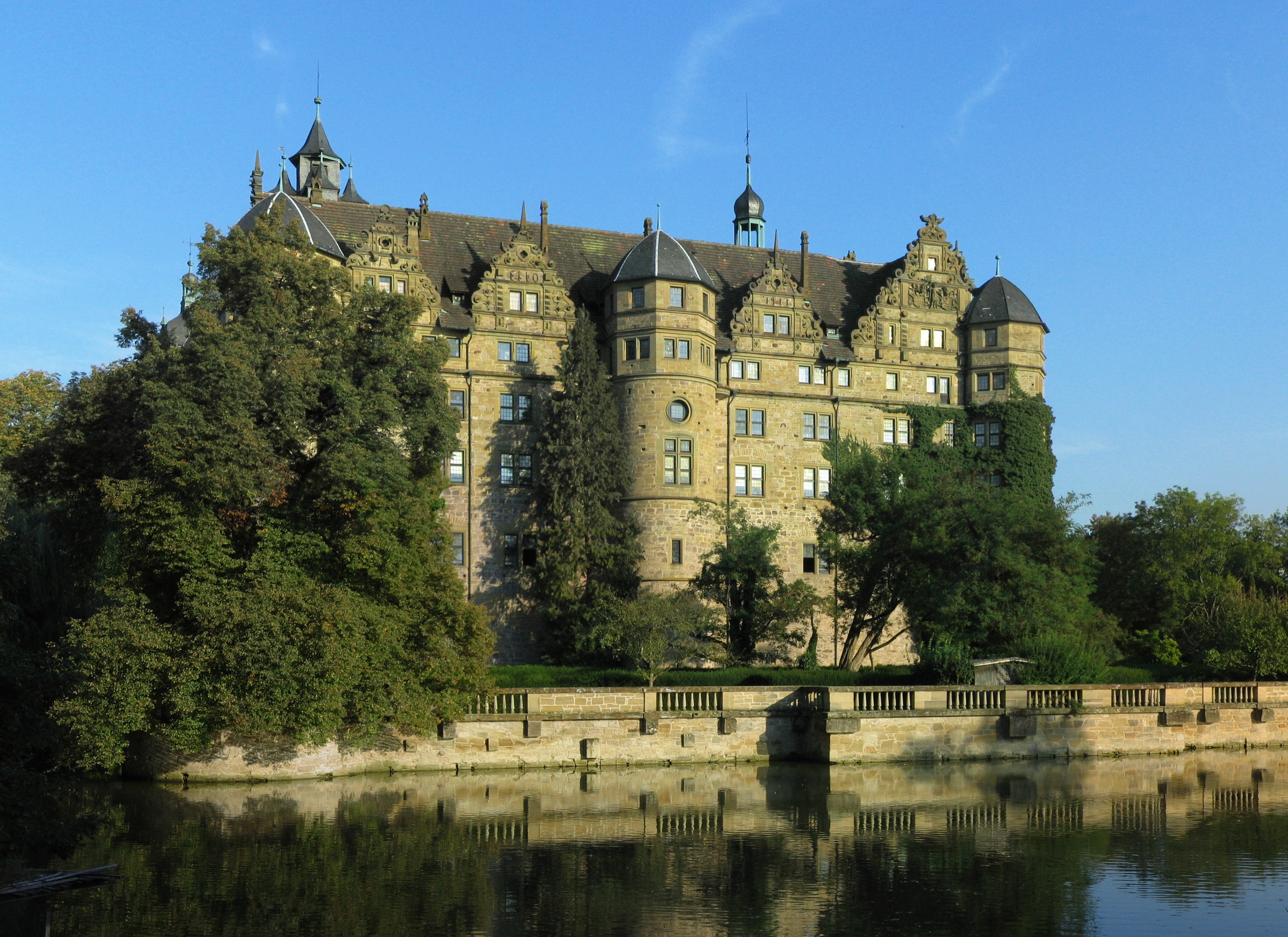
Schloss Neuenstein
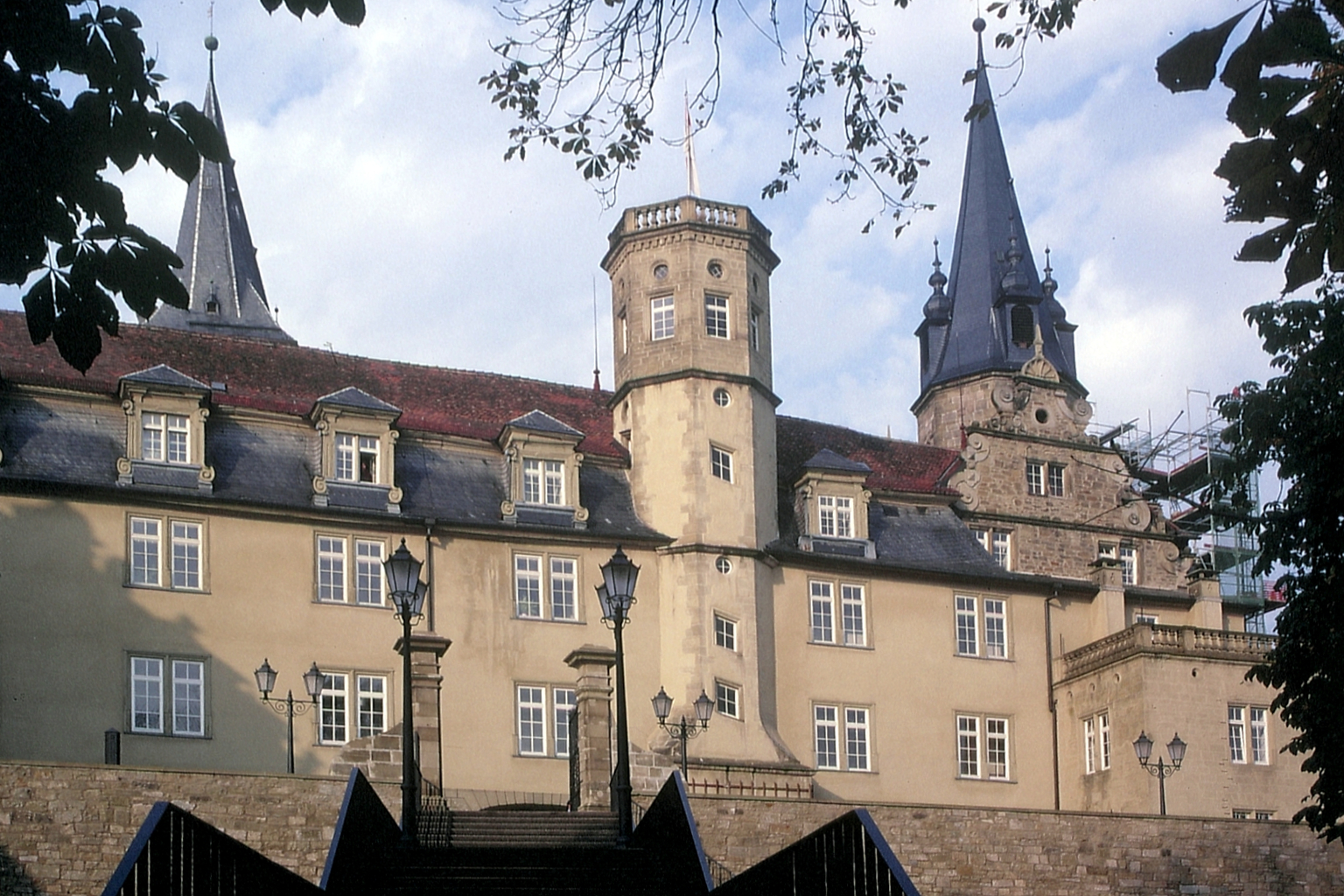
Schloss Öhringen
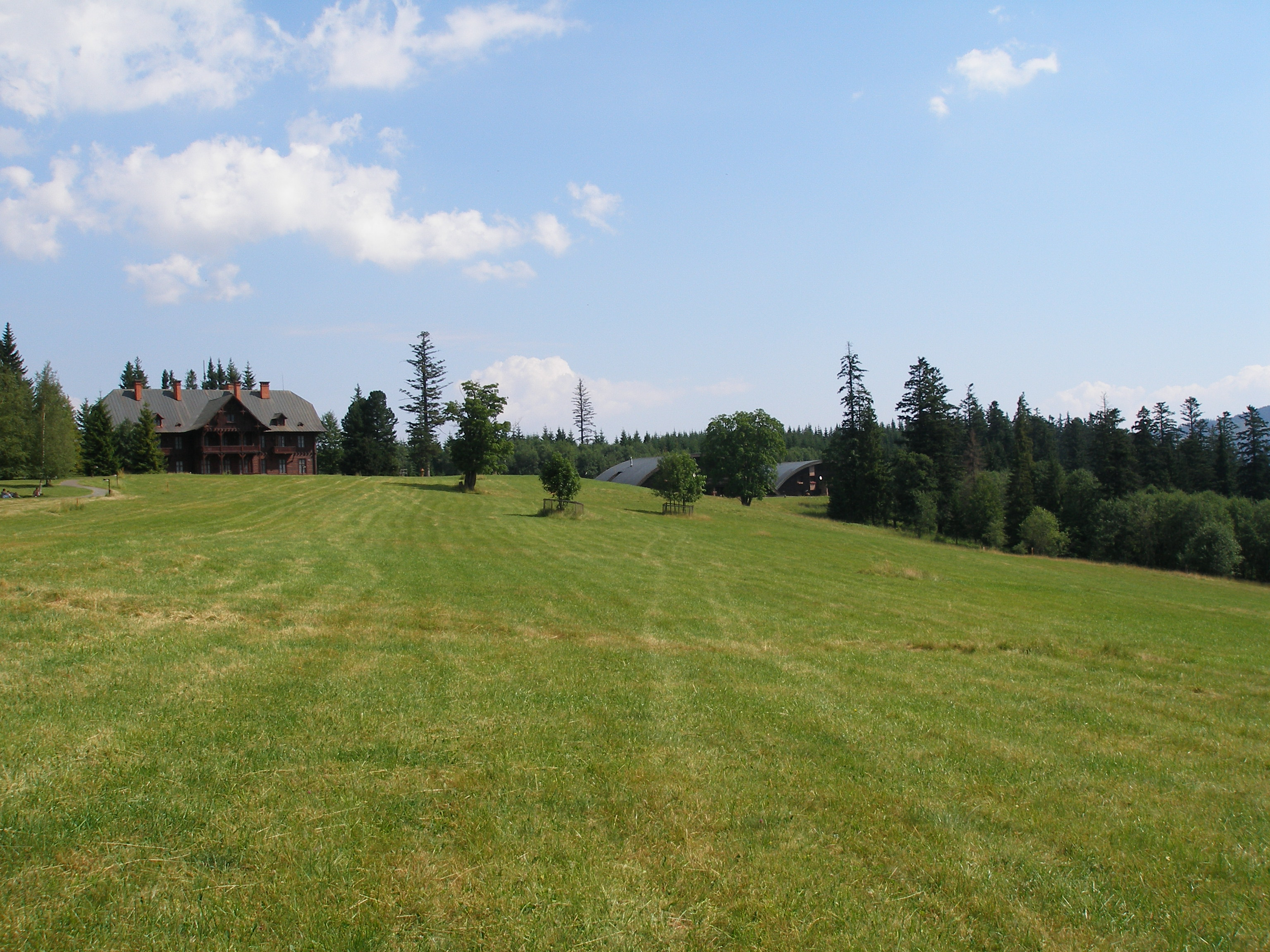
Jagdschloss Hohenlohe in Javorina (Uhrngarten), Slowakei